# Spilocuscus rufoniger
Spilocuscus rufoniger is een zoogdier uit de familie van de koeskoezen (Phalangeridae). De wetenschappelijke naam van de soort werd voor het eerst geldig gepubliceerd door Zimara in 1937 als Phalanger rufoniger.

## Voorkomen
De soort komt voor in noordelijk Nieuw-Guinea.